# San Carlos (República Dominicana)
San Carlos de Tenerife, hoy más conocido como San Carlos, es un barrio y parroquia de la ciudad de Santo Domingo, en República Dominicana.

## Historia
A fines del siglo XVII, el rey Carlos II de España autorizó la emigración de familias del archipiélago canario, principalmente de Tenerife, a la entonces Capitanía de Santo Domingo.  En estas circunstancias, el 18 de febrero de 1685 fue fundado el poblado de San Carlos de Tenerife, siendo arzobispo Fray Domingo Fernández de Navarrete.
Estos asentamientos se produjeron en una zona rural al norte de la Ciudad Colonial de Santo Domingo, en una colina desde la que se divisaba la ciudad. A cincuenta años de su fundación, la mayoría de los pobladores de San Carlos, cerca de novecientos vecinos, se dedicaban a labores agrícolas y con su producción abastecían en gran medida las necesidades alimentarias de la ciudad primada.
San Carlos, Galindo y Pajarito, este último en la margen oriental del río Ozama, eran los únicos poblados rurales que existían fuera de los límites de la ciudad amurallada y esta situación se mantuvo así prácticamente hasta finales del siglo XIX, lo que se evidencia en el mapa de la ciudad de Santo Domingo de 1882.
Para comienzos del siglo XX, hasta el 1911, San Carlos junto a sus cercanías, era todavía un pueblo que constituía un municipio independiente de la ciudad capital, la cual apenas comenzaba a rebasar los límites de la muralla circundante.

## Iglesia deSan Carlos Borromeo

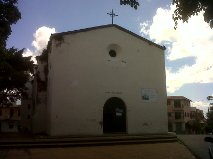
Vista frontal de la iglesia de San Carlos.

En 1692 los pobladores del asentamiento de San Carlos contaban con una modesta iglesia construida con elementos perecederos debido a la falta de medios económicos. En 1715, se comenzó su transformación con materiales más duraderos como ladrillos y labor de mampostería. La iglesia se mantuvo en funciones, no obstante las labores de construcción, que culminaron en 1749, como una edificación típica de finales del siglo XVII y comienzos del XVIII.  
Al día de hoy,  presenta un techo a dos aguas y frente plano, con una puerta en arco y una ojiva de forma redonda para la entrada de la iluminación. En esta iglesia, Juan Pablo Duarte, padre de la patria dominicana, y el cura Gaspar Hernández, comenzaron los contactos para la fundación de la sociedad secreta La Trinitaria en 1838, factor decisivo de la independencia de la nación dominicana, en 1844.